# Pengars neutralitet
Pengars neutralitet (engelska: Neutrality of money) är antagandet att en förändring (ökning) av penningmängden inte förändrar köpkraften (de reala priserna eller lönerna) utan att det krävs en förändring (ökning) av den reala produktionen i ekonomin för att köpkraften skall ändras (ökas). Teorin är en central del inom klassisk nationalekonomi och synsättet att centralbanken inte kan påverka realekonomin (antalet jobb, storleken av BNP, mängden investeringar i realekonomin) genom att trycka mer pengar, följer naturligt av antagandet.